# Liste des dirigeants actuels des provinces sud-africaines
Cette page dresse la liste des dirigeants actuels (premiers ministres) des neuf provinces formant l’Afrique du Sud.

## Premiers ministres
| Province       | Nom                    | Parti                       | Depuis le      |
| -------------- | ---------------------- | --------------------------- | -------------- |
| Cap-Occidental | Alan Winde             | Alliance démocratique       | 22 mai 2019    |
| Cap-Oriental   | Oscar Mabuyane         | Congrès national africain   | 22 mai 2019    |
| Cap-du-Nord    | Zamani Saul            | Congrès national africain   | 22 mai 2019    |
| État-Libre     | Maqueen Letsoha-Mathae | Congrès national africain   | 14 juin 2024   |
| Gauteng        | Panyaza Lesufi         | Congrès national africain   | 6 octobre 2022 |
| KwaZulu-Natal  | Thami Ntuli            | Parti Inkatha de la liberté | 18 juin 2024   |
| Limpopo        | Phophi Ramathuba       | Congrès national africain   | 14 juin 2024   |
| Mpumalanga     | Mandla Ndlovu          | Congrès national africain   | 18 juin 2024   |
| Nord-Ouest     | Lazarus Mokgosi        | Congrès national africain   | 14 juin 2024   |